# キャメロン・ブーザー
キャメロン・ブーザー（Cameron Boozer, 2007年7月18日 - ）は、アメリカ合衆国ユタ州ソルトレイクシティ出身のバスケットボール選手。ポジションはパワーフォワード。父は元NBA選手のカルロス・ブーザー。

## 経歴

### ハイスクール
クリストファー・コロンバス高等学校では2年目のシーズンに平均21.1得点・11.2リバウンド・4.2アシスト・2ブロックを記録し、チームは州大会で優勝した。この活躍により、2年生ながらミスター・バスケットボールUSA、ゲータレード年間最優秀選手賞を受賞した。

## 代表歴
2023年に開催されたU16アメリカ選手権のアメリカ代表に選出され、大会MVPを受賞した。

## 家族
父のカルロスは元NBA選手で、ユタ・ジャズ在籍中の2007年にソルトレイクシティで生まれた。双子の兄弟のケイデンもバスケットボール選手で、現在もチームメイトである。